# Série de pièces de 2 euros du 50e anniversaire du Traité de Rome

La série de pièces de 2 euros du 50e anniversaire du traité de Rome est une série de pièces de monnaie émise par tous les pays de l'Union européenne utilisant l'euro au moment de son émission en 2007. Les premières d'entre elles sont mises en circulation le 25 mars 2007.
Monaco, Saint-Marin et le Vatican ne font pas partie des pays émetteurs, car ils ne sont pas membres de l'Union européenne. Cette pièce est la première pièce commémorative de 2 € émise par la France, l'Irlande, les Pays-Bas et la Slovénie.

## Caractéristiques techniques
Ces pièces ont les mêmes caractéristiques techniques que les autres pièces de 2 euros et portent la deuxième version du revers commun de ces pièces.

## Description
Le centre de la pièce représente le traité signé par les six États membres fondateurs devant un arrière-plan évoquant le dallage, dessiné par Michel-Ange, de la place du Capitole, à Rome, où le traité a été signé le 25 mars 1957. La traduction du mot EUROPE figure au-dessus du livre. La traduction des mots TRAITÉ DE ROME et de 50 ANS est inscrite au-dessus du dessin. L'année 2007 et le nom du pays émetteur sont inscrits sous le dessin. L'anneau externe de la pièce comporte les douze étoiles du drapeau européen.
Une exception existe pour le Luxembourg où la loi exige que le portrait du grand duc figure sur toutes les pièces, le portrait de celui-ci apparaitra donc en filigrane sur le côté inférieur gauche de pièce. Aux Pays-Bas, une loi similaire exigeant que le chef de l'État (le roi ou la reine) figure sur toutes les pièces, a été amendée pour participer à cette commémoration, cet amendement n'est valable que pour les émissions communes.

## Modèle par pays
| Allemagne                | 50e anniversaire du Traité de Rome, pièce allemande                                                                                           |
|                          | Comme décrite ci-dessus avec la légende et le nom du pays émetteur en allemand : RÖMISCHE VERTRÄGE 50 JAHRE EUROPA BUNDESREPUBLIK DEUTSCHLAND |
| Graveur :                | \| Gravure sur la tranche : \| Tirage : \| \| \| 30 millions de pièces \|                                                                     |
| Gravure sur la tranche : | Tirage : |
|                          | 30 millions de pièces |

| Autriche                 | 50e anniversaire du Traité de Rome, pièce autrichienne                                                                               |
|                          | Comme décrite ci-dessus avec la légende et le nom du pays émetteur en allemand : VERTRAG VON ROM 50 JAHRE EUROPA REPUBLIK ÖSTERREICH |
| Graveur :                | \| Gravure sur la tranche : \| Tirage : \| \| \| 9 millions de pièces \|                                                             |
| Gravure sur la tranche : | Tirage : |
|                          | 9 millions de pièces |

| Belgique                 | 50e anniversaire du Traité de Rome, pièce belge |
|                          | Comme décrite ci-dessus avec la légende en latin et le nom du pays émetteur en français, néerlandais et allemand : PACTVM ROMANVM QVINQVAGENARIVM EUROP(A)(E) BELGIQUE–BELGIE–BELGIEN |
| Graveur :                | \| Gravure sur la tranche : \| Tirage : \| \| \| 5 millions de pièces \| |
| Gravure sur la tranche : | Tirage : |
|                          | 5 millions de pièces |

| Espagne                  | 50e anniversaire du Traité de Rome, pièce espagnole                                                                    |
|                          | Comme décrite ci-dessus avec la légende et le nom du pays émetteur en espagnol : TRATADO DE ROMA 50 AÑOS EUROPA ESPAÑA |
| Graveur :                | \| Gravure sur la tranche : \| Tirage : \| \| \| 8 millions de pièces \|                                               |
| Gravure sur la tranche : | Tirage : |
|                          | 8 millions de pièces                                                                                                   |

| Finlande                 | 50e anniversaire du Traité de Rome, pièce finlandaise |
|                          | Comme décrite ci-dessus avec la légende en finnois (en suédois sur la tranche) et le nom du pays émetteur en finnois et suédois : ROOMAN SOPIMUS 50 V EUROOPPA SUOMI FINLAND |
| Graveur :                | \| Gravure sur la tranche : \| Tirage : \| \| \| 1,4 million de pièces \| |
| Gravure sur la tranche : | Tirage : |
|                          | 1,4 million de pièces |

| France                   | 50e anniversaire du Traité de Rome, pièce française                                                                                |
|                          | Comme décrite ci-dessus avec la légende et le nom du pays émetteur en français : TRAITÉ DE ROME 50 ANS EUROPE RÉPUBLIQUE FRANÇAISE |
| Graveur :                | \| Gravure sur la tranche : \| Tirage : \| \| \| 9,4 millions de pièces \|                                                         |
| Gravure sur la tranche : | Tirage : |
|                          | 9,4 millions de pièces |

| Grèce                    | 50e anniversaire du Traité de Rome, pièce grecque                                                                                   |
|                          | Comme décrite ci-dessus avec la légende et le nom du pays émetteur en grec : ΣΥΝΘΗΚΗ ΤΗΣ ΡΩΜΗΣ 50 ΧΡΟΝΙΑ ΕΥΡΩΠΗ ΕΛΛΗΝΙΚΗ ΔΗΜΟΚΡΑΤΙΑ |
| Graveur :                | \| Gravure sur la tranche : \| Tirage : \| \| \| 4 millions de pièces \|                                                            |
| Gravure sur la tranche : | Tirage : |
|                          | 4 millions de pièces |

| Irlande                  | 50e anniversaire du Traité de Rome, pièce irlandaise                                                                         |
|                          | Comme décrite ci-dessus avec la légende et le nom du pays émetteur en irlandais : conradh na róımhe 50 blıaın an eoraıp éıre |
| Graveur :                | \| Gravure sur la tranche : \| Tirage : \| \| \| 4,82 millions de pièces \|                                                  |
| Gravure sur la tranche : | Tirage : |
|                          | 4,82 millions de pièces |

| Italie                   | 50e anniversaire du Traité de Rome, pièce italienne                                                                                          |
|                          | Comme décrite ci-dessus avec la légende et le nom du pays émetteur en italien : TRATTATI DI ROMA 50o ANNIVERSARIO EUROPA REPUBBLICA ITALIANA |
| Graveur :                | \| Gravure sur la tranche : \| Tirage : \| \| \| 5 millions de pièces \|                                                                     |
| Gravure sur la tranche : | Tirage : |
|                          | 5 millions de pièces |

| Luxembourg               | 50e anniversaire du Traité de Rome, pièce luxembourgeoise                                                                                  |
|                          | Comme décrite ci-dessus avec la légende en français et le nom du pays émetteur en luxembourgeois : TRAITÉ DE ROME 50 ANS EUROPE LËTZEBUERG |
| Graveur :                | \| Gravure sur la tranche : \| Tirage : \| \| \| 2,1 millions de pièces \|                                                                 |
| Gravure sur la tranche : | Tirage : |
|                          | 2,1 millions de pièces |

| Pays-Bas                 | 50e anniversaire du Traité de Rome, pièce néerlandaise                                                                                         |
|                          | Comme décrite ci-dessus avec la légende et le nom du pays émetteur en néerlandais : VERDRAG VAN ROME 50 JAAR EUROPA KONINKRIJK DER NEDERLANDEN |
| Graveur :                | \| Gravure sur la tranche : \| Tirage : \| \| \| 6,333 millions de pièces \|                                                                   |
| Gravure sur la tranche : | Tirage : |
|                          | 6,333 millions de pièces |

| Portugal                 | 50e anniversaire du Traité de Rome, pièce portugaise                                                                      |
|                          | Comme décrite ci-dessus avec la légende et le nom du pays émetteur en portugais : TRATADO DE ROMA 50 ANOS EUROPA PORTUGAL |
| Graveur :                | \| Gravure sur la tranche : \| Tirage : \| \| \| 2 millions de pièces \|                                                  |
| Gravure sur la tranche : | Tirage : |
|                          | 2 millions de pièces |

| Slovénie                 | 50e anniversaire du Traité de Rome, pièce slovène                                                                      |
|                          | Comme décrite ci-dessus avec la légende et le nom du pays émetteur en slovène : RIMSKA POGODBA 50 LET EVROPA SLOVENIJA |
| Graveur :                | \| Gravure sur la tranche : \| Tirage : \| \| \| 400 000 pièces \|                                                     |
| Gravure sur la tranche : | Tirage : |
|                          | 400 000 pièces |